# توم فيين
توم فيين (بالهولندية: Tom Veen)‏ هو سياسي هولندي، ولد في 14 يناير 1942 في إندونيسيا، وتوفي في 13 أغسطس 2014 في فيتيربو في إيطاليا. حزبياً، نشط في حزب الشعب من أجل الحرية والديمقراطية. وقد انتخب عضو مجلس الشيوخ في هولندا.